# Климент X
Климент X (Clemens X.; Emilio Bonaventura Altieri; * 13 юли 1590 в Рим; † 22 юли 1676 в Рим), роден като Емилио Бонавентура Алтиери е от 29 април 1670 до 22 юли 1676 папа на католическата църва.
Емилио Алтиери произлиза от стара патрицианска фамилия от Рим. Син е на Лоренцо Алтиери и Виктория Делфини от Венеция.
През 1611 г. той става доктор по право и работи известно време като адвокат. През 1624 г. е повлиян от болонския кардинал Лудовико Лудовизи, става свещеник и започва църковна кариера.
През 1627 – 1666 г. той е владика на Камерино. От 1667 г. е папски нунций в Неапол. На 3 декември 1669 г. папа Климент IX го произвежда кардинал.
На 29 април 1670 г. той е избран за папа. Тогава е на 80 години. Държавните дела той предоставя на своя осиновен племенник, кардинал Палузо Палузи Алтиери дели Албертони.
Климент X умира след шест години в Рим. Погребан е на видно място в базиликата Св. Петър в Рим.